# راجه جنگ
راجه جنگ (به انگلیسی: Raja Jang) یک شهر در پاکستان است که در پنجاب واقع شده‌است.